# Всемирный торговый центр 7 (1987—2001)
Всемирный торговый центр 7 (англ. 7 World Trade Center, 7 WTC, WTC-7) — 47-этажное офисное здание, построенное как часть комплекса Всемирного торгового центра в Нижнем Манхэттене, Нью-Йорк. Разработано Ларри Сильверстайном и спроектировано компанией Emery Roth & Sons. Разрушено в результате терактов 11 сентября 2001 года.

## Описание
Оригинальное здание торгового центра имело 47 этажей, с фасадом из красного гранита. Оно было спроектировано Emery Roth & Sons. Здание было 190 м в высоту. Его трапециевидное основание составляло 100 м в длину и 43 м в ширину. Строительством здания руководила Tishman Realty & Construction. Церемония закладки первого камня состоялась 2 октября 1984 года. Здание открылось в мае 1987 года, став седьмым строением Всемирного торгового центра.
7 корпус Всемирного торгового центра был построен над двухэтажной электрической подстанцией, принадлежавшей Con Edison, которая находилась на этом месте с 1967 года. У подстанции был кессонный фундамент, рассчитанный на то, чтобы выдержать вес будущего 25-этажного здания, площадью 56 000 м². Окончательный проект 7-го корпуса ВТЦ был намного большего размера, чем первоначально планировалось при строительстве подстанции.
В июне 1986 года, ещё до завершения строительства, застройщик Ларри Сильверстайн подписал контракт с Drexel Burnham Lambert в качестве арендатора на аренду всего здания 7 корпуса Всемирного торгового центра за три миллиарда долларов сроком на 30 лет. В декабре 1986 года, после скандала с инсайдерской торговлей Boesky, Drexel Burnham Lambert отменила аренду. Сильверстайн начал искать других арендаторов. Spicer & Oppenheim согласились арендовать 14 процентов площади, но всего на год с чем-то. Так как Чёрный понедельник и другие факторы негативно повлияли на рынок недвижимости Нижнего Манхэттена, Сильверстайн не смог найти арендаторов для оставшейся площади. К апрелю 1988 года он снизил арендную плату и пошёл на другие уступки.
В ноябре 1988 г. компания Salomon Brothers отказалась от планов строительства большого нового комплекса в районе Колумбус-Серкл в Мидтауне и согласилась на 20-летнюю аренду 19 верхних этажей 7-го корпуса ВТЦ. В 1989 году здание было капитально отремонтировано с учётом потребностей компании Salomon Brothers. Это привело к альтернативному названию здания — здание Salomon Brothers. «По сути, Salomon строит здание внутри здания — и это занятое здание, что усложняет ситуацию», — сказал районный менеджер Silverstein Properties . По словам Ларри Сильверстайна, необычная задача была возможна, потому что она была спроектирована таким образом, чтобы можно было «убрать целые части этажей без ущерба для структурной целостности здания, если предположить, что кому-то могут понадобиться этажи двойной высоты»
Надземный пешеходный переход соединял здание с площадью Всемирного торгового центра. Построено здание было над электроподстанцией, что создало уникальные ограничения в процессе планирования и строительства. Как следствие, в конструктивном отношении здание состояло из четырёх уровней:
- Первые четыре этажа включали в себя два двухэтажных вестибюля, каждый — в центре южной стороны 1 и 3 этажей. Северная сторона 1 и 2 этажей была занята электрической подстанцией. Остальная площадь первых четырёх этажей северной, восточной и западной сторон здания включала в себя конференц-зал, офисы, кафетерий и другие помещения.
- 5 и 6 этажи были механическим пространством. На этих этажах размещались связки и перекладины, перераспределяющие вес верхних этажей между структурными основаниями электроподстанции и четырёх нижних этажей здания.
- Этажи с 7 по 45 структурно были почти идентичны друг другу и были заняты различными офисами. Исключением были 22 и 23 этажи, которые укреплены железобетонными конструкциями.
- 46 и 47 этажи, включая большей частью офисное пространство, были усилены для поддержания башенного охладителя и водяных баков системы пожаротушения.

11 сентября 2001 года здание было повреждено падающими обломками Северной башни торгового центра. На нижних этажах здания начались пожары. Повреждение системы водоснабжения в результате падения башен нарушило работоспособность внутренней системы пожаротушения и не позволяло пожарным эффективно бороться с огнём. Около 15:30 пожарным было приказано покинуть здание из-за опасности обрушения. Территорию вокруг строения оцепили в ожидании обрушения, которое произошло в 17:20 по местному времени.

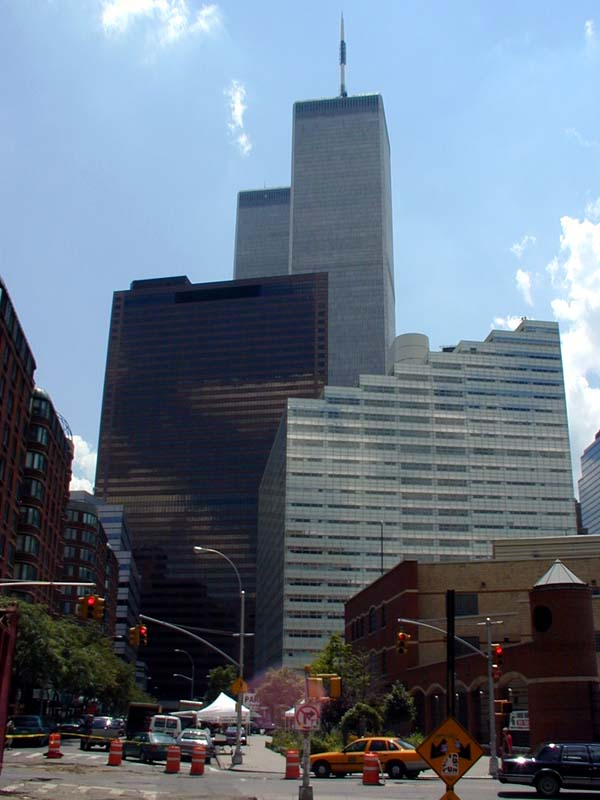
Задний фасад
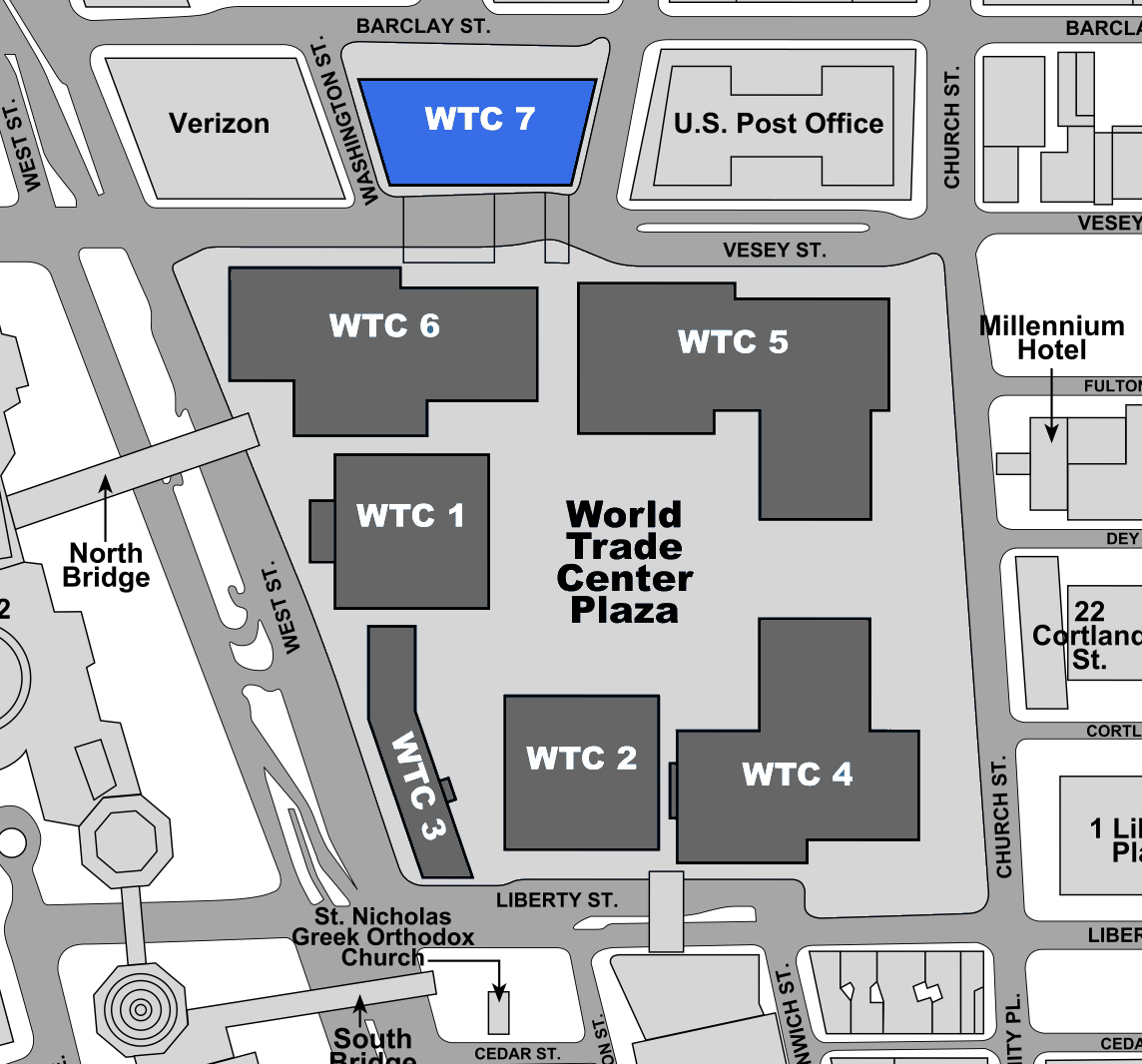
Размещение, отмечен синим
После обрушения башен 1 и 2
Момент обрушения здания

## Расследование причин обрушения ВТЦ 7 11 сентября 2001 года
В мае 2002 года Федеральное агентство по управлению в чрезвычайных ситуациях (FEMA) выпустило первый отчёт об обрушении здания, основанный на предварительном расследовании, осуществлённом совместно с American Society of Civil Engineers (ASCE) под руководством W. Gene Corley P.E. В расследовании также принимали участие специалисты из American Institute of Steel Construction, American Concrete Institute, National Fire Protection Association, и Society of Fire Protection Engineers. Согласно предварительным выводам FEMA, обрушение здания не было вызвано непосредственно повреждениями обломками рухнувших башен, а было следствием продолжительных пожаров на нескольких этажах, начавшихся в результате падения обломков и продолжавшихся фактически бесконтрольно ввиду недостаточной функциональности или отказа системы пожаротушения и водоснабжения. Отчёт не представлял никаких окончательных заключений о причинах обрушениях, и отметил необходимость дальнейшего и более детального расследования.
Более детальное расследование причин и последовательности обрушения здания ВТЦ 7 было проведено Национальным Институтом стандартов и технологий США (NIST) после окончания расследования причин и механизма обрушения башен ВТЦ 1 и 2. В августе 2008 года для изучения специалистами и другими желающими был опубликован черновой вариант отчёта, на который было получено существенное количество комментариев как от крупных строительных компаний, так и частных инженеров и просто интересующихся людей. Окончательный вариант отчёта, составленный с учётом некоторых комментариев, был опубликован в ноябре 2008 года в виде трёх изданий, как и черновой вариант — суммирующий отчёт NIST NCSTAR 1A, и два дополнения NIST NCSTAR 1-9 (в двух томах) и NIST NCSTAR 1-9A, представляющих детальную документацию о проведённых исследованиях, экспериментах и расчётах, на основании которых и был составлен финальный суммирующий отчёт.
Отчёт NIST описывает как пожары, последовавшие после падения обломков северной башни (ВТЦ 1), привели к обрушению здания; анализирует процесс эвакуации здания и осуществления ответных мер на чрезвычайную ситуацию; какие методики и инструкции использовались при проектировании, строительстве, использовании и техническом обслуживании здания; ряд современных строительных и противопожарных норм и правил, стандартов и инструкций, которые требуют пересмотра. Также отчёт кратко излагает как расследование NIST пришло к своим выводам. В ходе расследования NIST, помимо собственных специалистов, прибег к помощи сторонних независимых экспертов; собрал в обилии документы, фотографии, и видео катастрофы; провёл личные интервью с арендаторами помещений и работниками служб неотложной помощи; проанализировал процесс эвакуации и оказания экстренных мер в и около здания ВТЦ 7; выполнил компьютерную симуляцию процессов внутри здания; и объединил полученные данные для выяснения возможной последовательности обрушения.

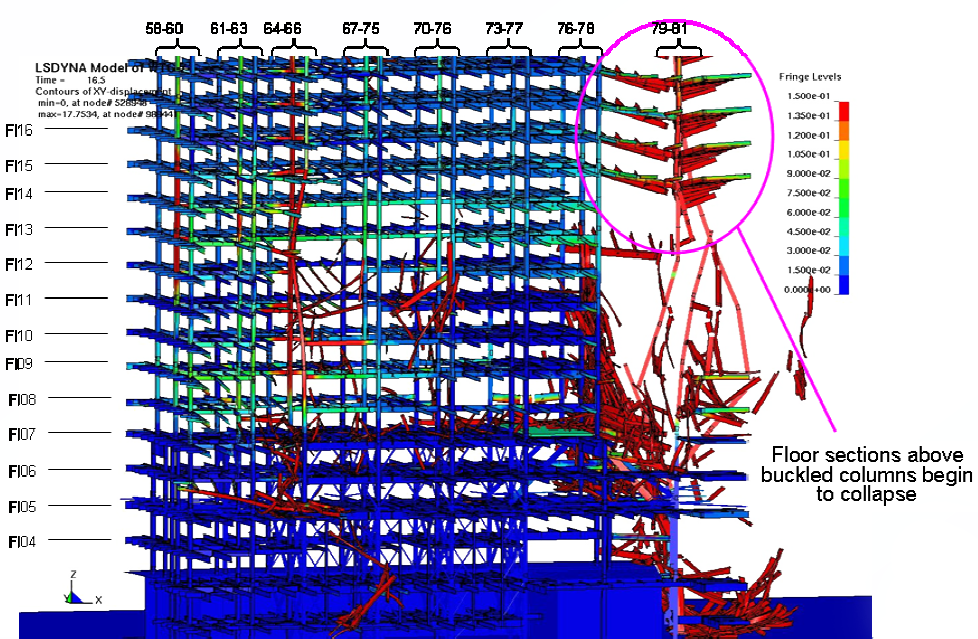
Модель коллапса WTC7 (NIST)

Согласно заключению NIST, причиной разрушения здания назван прогиб колонны 79, которая не имела боковой поддержки на протяжении девяти этажей после того, как в результате многочасового пожара рухнули примыкающие к колонне межэтажные перекрытия. Прогиб колонны 79 вызвал вертикальное распространение разрушений вплоть до восточного пентхауса, и прогиб соседних колонн 80 и 81. После этого разрушение конструкции распространялось горизонтально, с востока на запад, и характеризовалось последовательным прогибом внутренних колонн, теряющих поддержку в результате обрушения межэтажных перекрытий и перераспределения нагрузки вследствие обрушения соседних колонн. С разрушением внутренних колонн внешние колонны начали испытывать дополнительную нагрузку, и в конце концов не выдержали напряжения и весь фасад здания рухнул вниз единым элементом, на тот момент практически не имея ни одной целой колонны внутри.
К такому выводу специалисты NIST смогли прийти благодаря проведению серии компьютерных вычислений и симуляции, используя программы Fire Dynamics Simulation, ANSYS и LS-DYNA, которые позволили воспроизвести вероятный ход распространения пожара в здании и вероятную последовательность его обрушения. Компьютерная модель воспроизвела многие задокументированные характеристики обрушения, такие как первичное обрушение пентхауса, прогиб внешних колонн и обрушение вниз единым элементом. NIST также установил, что структурные повреждения здания в результате падения обломков ВТЦ 1 не сыграли критической роли в судьбе здания, которое было склонно к обрушению при наблюдавшихся пожарах даже в изначально неповреждённом виде. Из соображений безопасности доступ к исходному коду компьютерной модели предоставлен не был. Поскольку обрушение ВТЦ 7 стало первым в истории случаем полного обрушения высотного здания со стальным каркасом в результате пожара, в докладе был представлен обширный список рекомендаций по проверке существующих и проектируемых зданий, и изменению существующих норм и правил строительства для предотвращения подобного в будущем.